# 瓦爾德施魏格湖

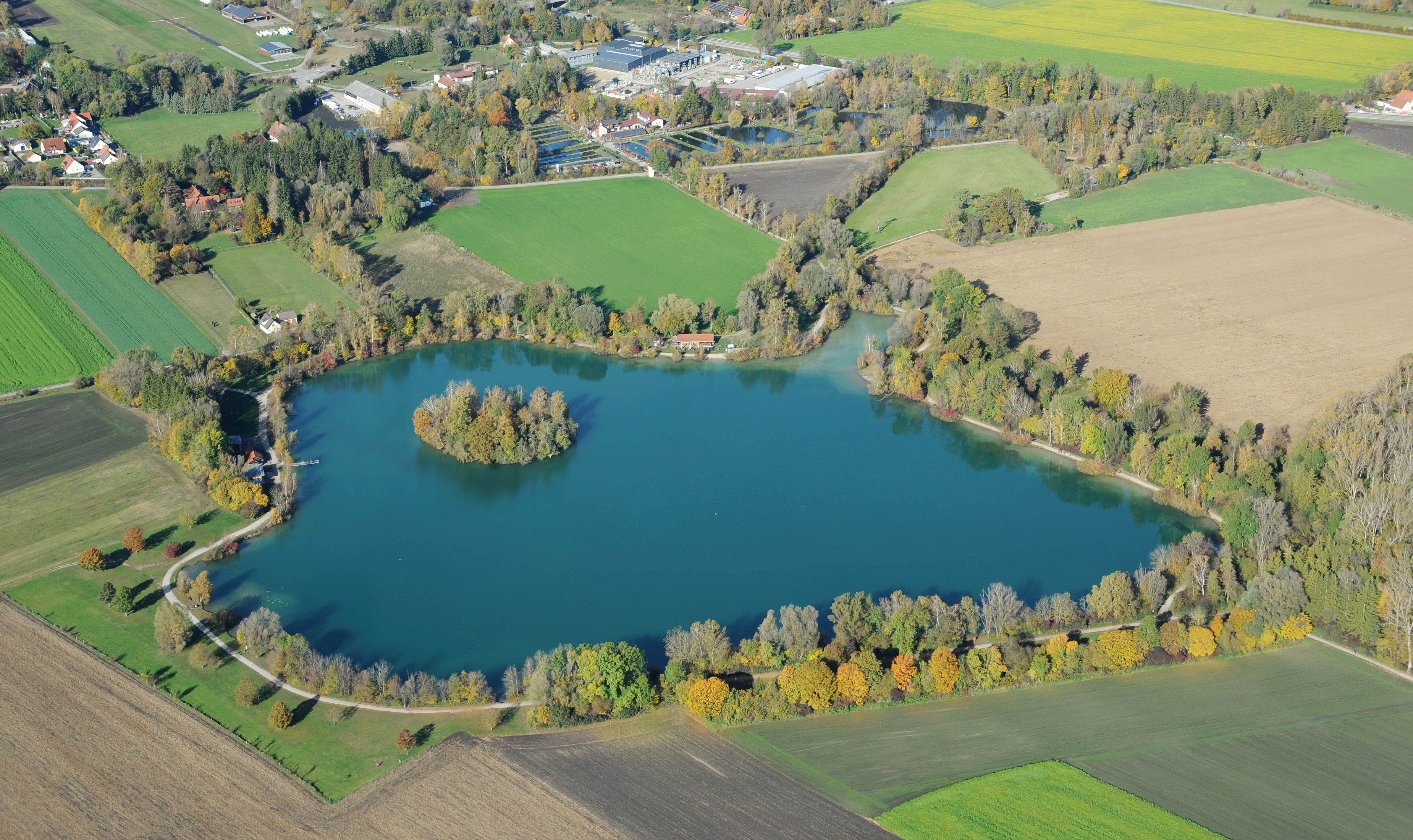

48°13′31″N 11°26′16″E / 48.22536°N 11.43767°E
瓦爾德施魏格湖（德語：Waldschwaigsee），是德國的湖泊，位於該國東南部，由巴伐利亞州負責管轄，處於卡爾斯費爾德以西，長0.4公里、寬0.4公里，面積0.1平方公里，海拔高度489米。